# Купар (Саскачеван)
Купар (енгл. Cupar) је малено урбано насеље са административним статусом вароши у централном делу канадске провинције Саскачеван. Насеље је смештено на ивици простране долине уз реку Капел на раскрсници аутопута 22 са магистралним друмом 640 на око 75 км североисточно од административног центра провинције града Реџајне.
Насеље је добило име по истоименој варошици у источном делу Шкотске, у грофовији Фајф.

## Историја
Први десељеници дошли су у ово подручје крајем 19. и почетком 20. века и били су то емигранти из Шкотске, Енглеске и Ирске. Касније су се доселили бројни Румуни и Украјинци (углавном из Буковине) и Мађари. Насеље је административно уређено као село 1905. године. 

## Демографија
Према резултатима пописа становништва из 2011. у варошици је живело 579 становника у 237 домаћинства, што је за 2,3% више у односу на 566 житеља колико је регистровано 
приликом пописа 2006. године.
| 2006. | 2011. |
| ----- | ----- |
| 566   | 579   |